# Capriciile Mariei
Capriciile Mariei (titlul original: în franceză Les caprices de Marie) este un film de comedie franco-italian, realizat în 1970 de regizorul Philippe de Broca, protagoniști fiind actorii Marthe Keller, Philippe Noiret, Jean-Pierre Marielle și Valentina Cortese.

## Conținut
Marie, o tânără din provincie, este curtată de un miliardar american, care vrea să se căsătorească cu ea, dar ea iubește timidul învățător din sat. Ea ar accepta dacă mută tot satul la New York...

## Distribuție
- Marthe Keller – Marie Panneton
- Philippe Noiret – Gabriel, învățătorul
- Jean-Pierre Marielle – Léopold Panneton
- Valentina Cortese – Madeleine de Lépine
- Henri Crémieux – factorul
- Fernand Gravey – căpitanul Ragot
- Bert Convy – Mac Power
- Colin Drake – președintele consiliului de administrație
- François Périer – Jean-Jules de Lépine
- Marc Dudicourt – prezentatorul
- Marius Gaidon – un invitat
- Georges Gueret – un jurnalist
- Dorothy Marchini – Dorothy Golden
- Gaston Meunier – un invitat
- Albert Michel – președintele juriului
- Barbara Middleton – mama lui Broderick
- Noëlle Musart – dra. Choquet
- Bernard Musson – administratorul hotelului
- Didi Perego – Aurore Panneton
- Raymond Pierson – un invitat
- Lucien Raimbourg – pețitorul
- Douglas Read – Dick
- Aimé Théo – Bob
- André Tomasi – un îndrăzneț
- Olga Valéry – Maureen

## Aprecieri
„ Deși cu o construcție cam artificioasă, comedia are savoare poetică și chiar miză politică. ”—T. Caranfil , Dicționar universal de filme 

## Melodii din film
- Piese originale din film sunt interpretate de Cora Vaucaire